# Pastèque
Pour les articles homonymes, voir Pastèque (homonymie).
Citrullus lanatus
Espèce
Classification phylogénétique
La pastèque (Citrullus lanatus (Thunb.) Matsum. & Nakai, 1916), parfois appelée melon d'eau, est une espèce de plantes à fleurs de la famille des Cucurbitacées, originaire d'Afrique,. C’est une plante herbacée annuelle à tige rampante, pourvue de longs poils blancs, à feuilles très découpées à 3-5 lobes, et dont le fruit est une très grosse baie à pulpe gorgée d’eau. Elle est largement cultivée pour ses gros fruits lisses, à chair rouge et à graines noires. 
Le poids d’une pastèque varie généralement entre 5 et 12 kilogrammes. Les variétés miniatures, appelées sugar baby, sont plus légères, pesant en moyenne entre 1 et 4 kilogrammes. Certaines pastèques de grande taille peuvent toutefois dépasser les 20 kilogrammes. Dans le cadre de concours agricoles, certains spécimens spécialement cultivés atteignent des poids exceptionnels, dépassant parfois les 50 kilogrammes, avec des records mondiaux franchissant la barre des 100 kilogrammes.
Quoique composée à plus de 90 % d’eau, la pastèque contient des composés nutritionnels intéressants, notamment des sucres, du lycopène (pigment rouge) et des acides aminés, favorisant la santé cardiovasculaire, tels que la citrulline, l'arginine et le glutathion.
Il faut distinguer la pastèque Citrullus lanatus, domestiquée il y a quatre millénaires, à pulpe rouge, sucrée, consommable crue, de Citrullus amarus Schrad, une autre espèce nommée melon d'eau à confiture ou citre, dont la chair blanche, à graines rouges ou verdâtres, doit être cuite pour être consommée (en France, on en fait de la confiture). Cette citre a longtemps été considérée comme proche de la pastèque cultivée mais les travaux de phylogénie moléculaire ont montré qu’elle n’est ni une espèce sœur ni un parent très proche de la pastèque (Chomicki  et Renner, 2015).
Comme souvent avec les plantes cultivées, le même terme de « pastèque » désigne suivant le contexte la plante ou son fruit, par métonymie. À noter que le Grand Robert mentionne cependant que le fruit de la pastèque est le melon d’eau, même si « pastèque » est plus couramment utilisé pour désigner le fruit.

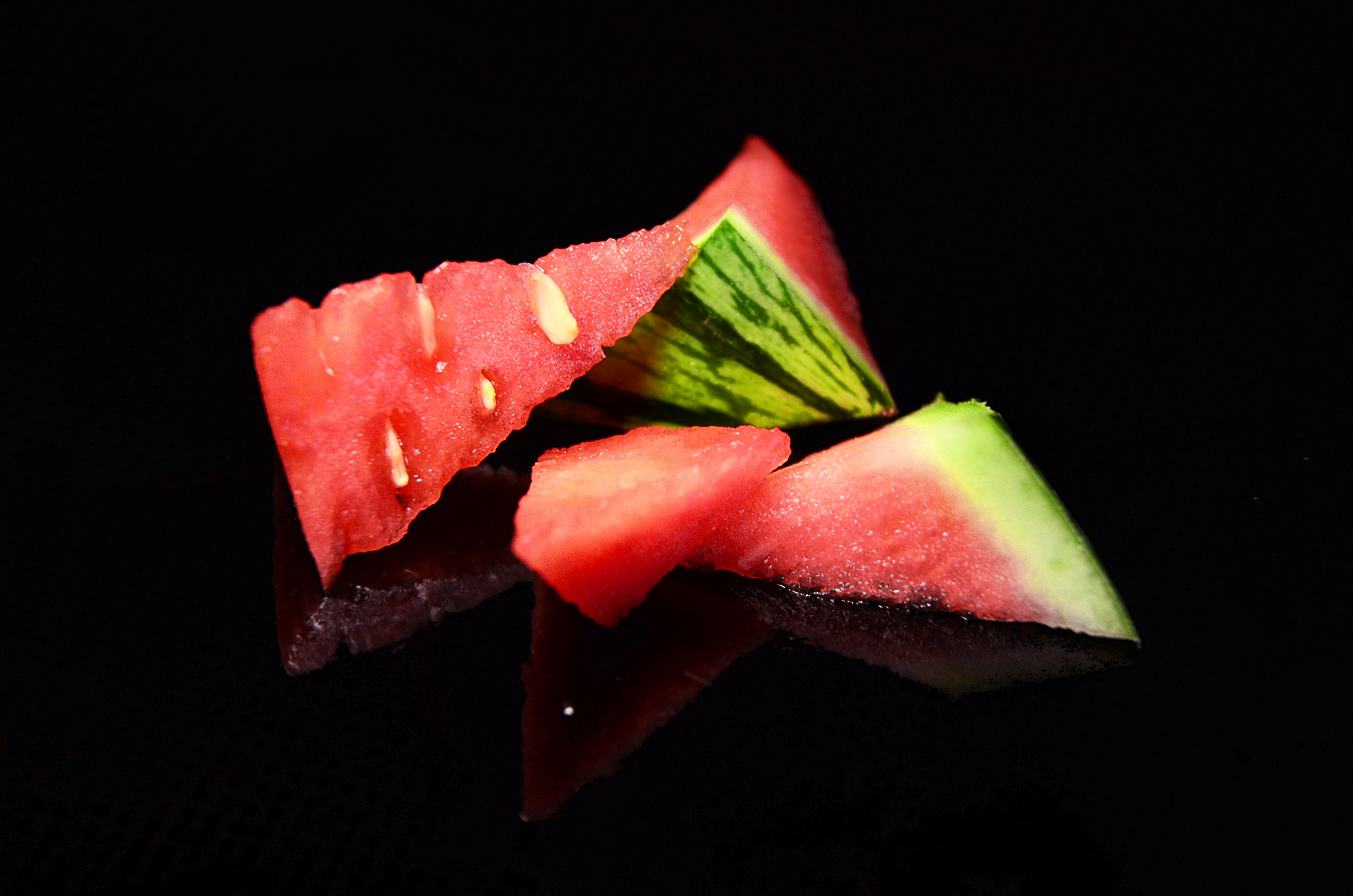
Morceaux de pastèque sucrée, cultivée

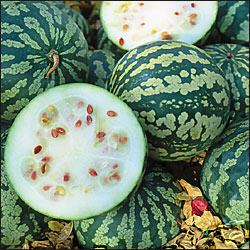
Le melon d’eau à confiture est une autre espèce: Citrullus amarus Schrad.

## Dénominations en français
À La Réunion, la pastèque était appelée « melon ». Cette appellation vient du fait que ce fruit a été introduit pour la première fois dans l'île par des navigateurs anglais au milieu du XIXe siècle. « Pastèque » se disant watermelon en anglais, les insulaires, ne connaissant pas encore à l'époque le melon (Cucumis melo), ont tout naturellement désigné la pastèque par le vocable « melon ». Par la suite, au début du XXe siècle, quand les métropolitains leur ont fait découvrir le melon, l'appellation « melon de France » a été adoptée. Cette terminologie est toujours employée par certains Réunionnais plus âgés.
Les pastèques ont aussi été appelées « melons d'eau », « citrouilles pastèques », « batecs », « melons de Moscovie », « melons d’Amérique »,.
Au Québec, c'est le terme de «melon d'eau» qui est à peu près exclusivement utilisé.

## Synonymie
Selon POWO, le nom valide Citrullus lanatus possède 58 synonymes dont

### 3 synonymes homotypiques
- Citrullus battich var. lanatus (Thunb.) H.Hara in Bot. Mag. (Tokyo) 61: 4 (1948)
- Citrullus vulgaris var. lanatus (Thunb.) L.H.Bailey in Gentes Herbarum 2: 186 (1930)
- Momordica lanata Thunb. in Prodr. Pl. Cap.: 13 (1794), nom. cons.

### 55 synonymes hétérotypiques
- Anguria citrullus Mill. in Gard. Dict., ed. 8.: Add. (1768)
- Citrullus anguria (Duchesne) H.Hara in Taxon 2: 134 (1953)
- Citrullus aquosus Schur in Enum. Pl. Transsilv.: 221 (1866)
- Citrullus lanatus subsp. cordophanus Ter-Avan. in Bot. Zhurn. (Moscow & Leningrad) 51: 423 (1966), pas de type indiqué
- Citrullus lanatus subsp. vulgaris (Schrad.) Fursa in Bot. Zhurn. (Moscow & Leningrad) 57: 37 (1972)
- etc.
- Cucurbita pinnatifida Schrank in Syll. Pl. Nov. 1: 190 (1824)

## Nomenclature et étymologie

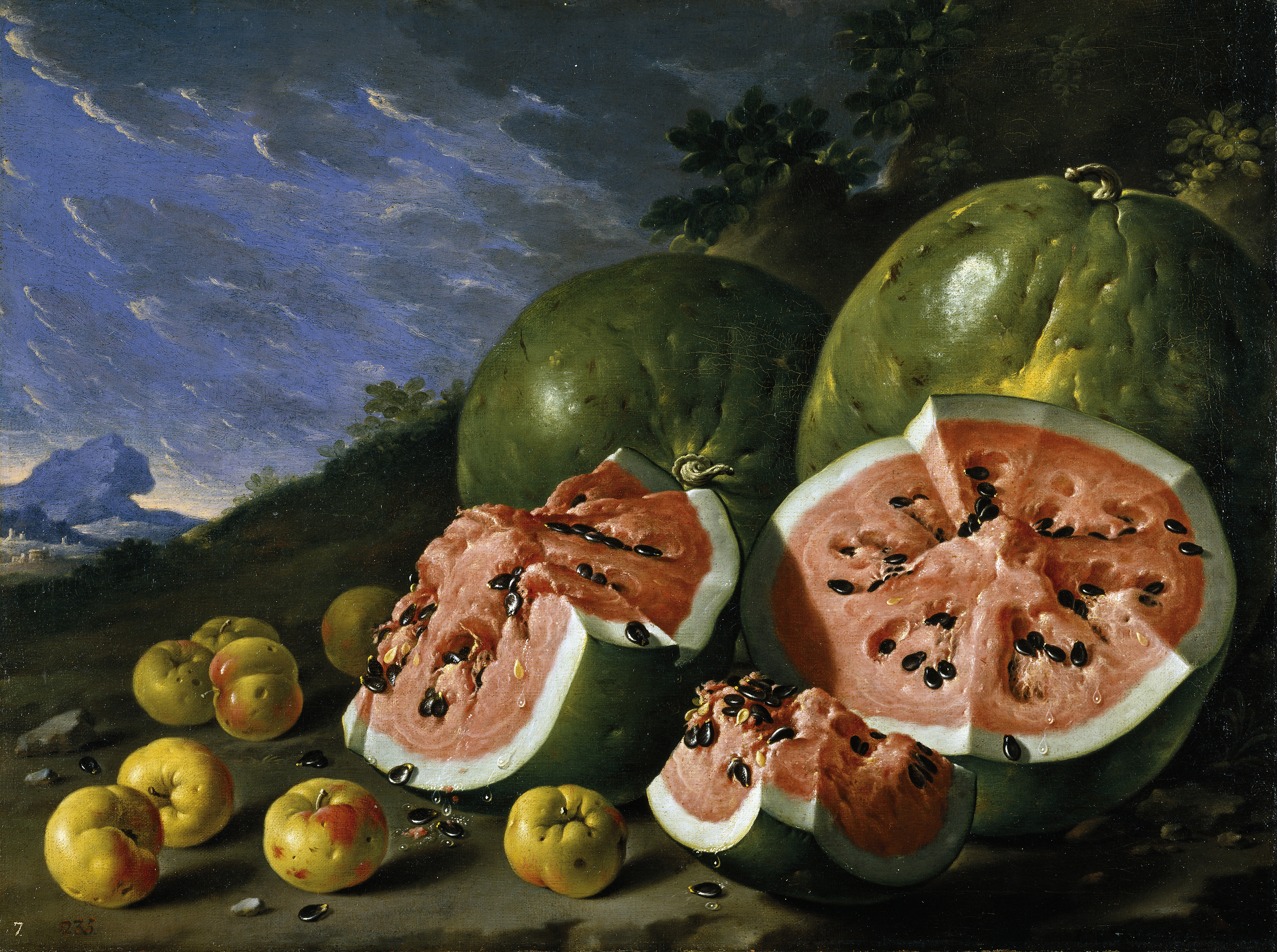
Nature morte avec pastèques et pommes..., Luis Meléndez

En 1794, l’espèce a d'abord été décrite et nommée Momordica lanata par le naturaliste suédois Carl Peter Thunberg dans Prodromus Plantarum Capensium 13. Lors de son voyage au Japon, il s’arrêta au Cap de 1771 à 1775, où il fit des expéditions dans l’intérieur des terres afin de collecter des spécimens de plantes et d’animaux.
En 1916, les botanistes japonais Jinzô Matsumura (1856–1928) et Takenoshin Nakai (1882–1952) transfèrent l’espèce du genre Momordica au genre Citrullus Schrader.
Le nom de genre Citrullus est un nom latin, diminutif de citrus « cédrat, cédratier ».
L’épithète spécifique lanatus est un mot latin qui signifie « laineux », en référence aux longs poils blancs qui recouvrent les tiges de la pastèque.
En français commun, le terme de « pastèque »  est l’altération d’abord graphique (en 1619, prononcée pa-) puis phonétique, de pateque (1530 ?), emprunté à l’arabe bittīẖa بطيخ « melon d’eau ».

## Description
La pastèque est une plante annuelle à tiges rampantes, pourvues de longs poils blancs, pouvant atteindre 10 mètres de long,.
La feuille possède un pétiole de 3 à 18,5 cm, densément pubescent, et un limbe de forme généralement triangulaire ovale, de  5–20 cm de long sur 3,5–19 cm de large, très découpé, cordé, généralement profondément palmé à 3–5 lobes, les lobes de contour elliptique, peu profonds à généralement profondément ± penné lobulé, sous-entier à profondément incisés mais aux sinus également arrondis, couvert de poils hispides[pas clair]. À l’aisselle de la feuille, peuvent se développer une fleur et une vrille 2 à 3-fide. La pastèque qui est plutôt une plante rampante que grimpante, développe des vrilles à l'aisselle des feuilles, souvent opposées ou alternant avec les pédoncules floraux.
Les fleurs, solitaires, à corolle jaune pâle sont, comme sur la plupart des cucurbitacées soit mâles, soit femelles, mais toutes sont présentes sur le même pied (plante monoïque)[pas clair]. Elles ont 5 sépales et 5 pétales étalés et soudés à la base. La fleur mâle est portée par un pédicelle de 12–45 mm, velu, le tube du calice est densément velu, les étamines sont presque libres. La fleur femelle, portée par un pédicelle de 3 à 45 mm, possède un calice et une corolle comme celui et celle du mâle, un ovaire de 5–8 mm velu, 3 stigmates réniformes.
Les fruits de plantes sauvages sont des baies particulières, des péponides, de forme sphérique plus ou moins oblongue, de 1,5 à 20 cm de diamètre, verdâtres tachetées de vert plus foncé. Les fruits des plantes cultivées atteignent 60 × 30 cm, subglobuleuses ou ellipsoïdes, vertes ou jaunâtres, concolores ou diversement marbrées ou rayées. Les espèces sauvages ont une pulpe blanche et amère, alors que la pastèque domestiquée a une chair rouge et douce.
Les graines de pastèque sont différentes selon la variété. Elles mesurent quelques millimètres et sont de couleur noire, rouge, brune ou autres.
Le diamètre du fruit est de 30 à 60 cm et son poids peut aller de 3 à 4 kg pour la variété Sugar Baby et jusqu'à 40 kg pour la variété Yellow Belly.
La floraison et la fructification ont lieu d’avril à octobre.
Il faut noter que cette description correspond aux pastèques actuelles, fruits d'une intense sélection par l'être humain, comme le montre un célèbre tableau de Giovanni Stanchi.
Sous-espèces
Selon Guo et al 2012, Citrullus lanatus comprend les sous-espèces suivantes:
- C. lanatus subsp. lanatus, (=Citrullus amarus Schrad., accepté par WFO juin 2023) qui, pensait-on, représentait un groupe d'anciens cultigènes, la pastèque tsamma[n 5] (ou citron) ou gigérine ou melon d’eau à confiture (en Provence[15], et en Charentes[16]), qui prospère naturellement en Afrique australe ;
- C. lanatus subsp. mucosospermus, (=Citrullus mucosospermus (Fursa) T.B.Fursa, accepté par WFO en juin 2023) qui représente le groupe des pastèques egusi, possédant de grosses graines comestibles avec un péricarpe charnu, riche lipide et protéine, cultivé en Afrique de l’Ouest, servant à faire un ragout aux graines (Sénégal, Mali, Guinée, Ghana, Niger, Nigeria),
- C. lanatus subsp. vulgaris, qui représente le groupe des pastèques sucrées (à dessert) qui a donné naissance à la pastèque cultivée moderne[17], portant de gros fruits à la chair croustillante, sucrée, juteuse et rouge et à l'écorce verte avec des rayures noires.

Des recherches de Renner et al (2021) suggèrent que le centre de diversité et d'origine de la pastèque moderne, qui est maintenant cultivée et consommée partout dans le monde, est situé dans le Kordofan, une ancienne région du Soudan. Le nom de « melon du Kordofan » (C. lanatus subsp. cordophanus) lui a été donné.

## Distribution et habitat
Selon POWO, l’aire de distribution d’origine de la pastèque (sucrée) est l’Est du Sahara : Égypte, Éthiopie, Libye, Soudan.
Elle a été introduite dans de nombreux pays où elle s’est naturalisée : tous les pays d’Afrique (moins le Maghreb), Arabie, Irak, Turquie, Transcaucasie, Asie centrale, Afghanistan, Pakistan, Inde, Chine du Sud-Est, Australie, Pays scandinaves, États-Unis, Amérique centrale (côte est), certains pays d’Amérique du Sud.

## Origine de la pastèque douce cultivée
Nombre de botanistes et d’agronomes, ont longtemps cru que la pastèque était originaire du désert du Kalahari dans l’Afrique australe. Son nom local était stamma et elle existait sous deux formes : une forme amère et une forme non amère, utilisée par les Bushmen (San) comme source d’eau et comme aliment (Pitrat et Foury, 2003).
De nombreuses propositions ont été avancées sur les progéniteurs sauvages de la pastèque douce telles que 1) la coloquinte (Citrullus colocynthis, Afrique du Nord) 2) la tsamma, la gigérine, ou melon d’eau à confiture (Citrullus amarus) ou plus récemment 3) la pastèque egusi (Citrullus mucosospermus), suggérée par Guo et al 2013. Une approche multidisciplinaire utilisant les données botaniques, d’horticulture, de cuisine, de philologie et d’archéologie aide à bien assoir l’histoire des plantes cultivées. Ainsi, l’examen détaillé des sources archéologiques, de la littérature égyptienne, grecque, latine et hébraïque permet de confronter ces hypothèses d’origine avec l’observation botanique de terrain et les données archéologiques. Pour Harris Paris, diverses données de cette approche multidisciplinaire indiquent que le centre d’origine de la pastèque à dessert est l’Afrique du Nord-Est (Soudan, Égypte), qu’elle a été domestiquée pour son eau et ses nutriments en région méditerranéenne il y a 4 000 ans et que la forme douce de la pastèque à dessert remonte à environ 2 000 ans.
En 1773, l'élève de Linné, Peter Thunberg, récolta des spécimens de Citrullus lanatus dans les dunes près du Cap et les déposa à l’herbier d’Uppsala en Suède. En tant qu’élève de Linné, il connaissait parfaitement la description de la pastèque faite par son professeur que celui-ci avait nommée Cucurbita citrullus L. Spec. Pl., 1753  (=  Citrullus battich Forsk. 1775 =  Citrullus vulgaris Schrad. 1836). C’est pourquoi, dans sa description en 1774 de son spécimen de C. lanatus, il insista sur le caractère rugueux de ses feuilles (foliis scabris) et le caractère poilu de ses fruits (fructu lanato), pour bien marquer la différence.
Chomicki et Renner ont montré en 2015, avec une étude de phylogénie moléculaire, que la collecte de 1773 de Thunberg n’était ni une espèce sœur ni un parent très proche de la « pastèque » dont le génome avait été séquencé par Guo en 2013. L’hypothèse selon laquelle la pastèque descendait du melon tsamma sud-africain (Citrulus amarus) qui a prédominé entre les années 1930 et 2013, découlait de l’erreur taxonomique qui associa la collecte de Thunberg de 1773 à la pastèque cultivée (effectuée dans les années 1930 par L.H. Bailey). Cette erreur se répercuta sur la classification en trois sous-espèces de Citrullus lanatus (voir ci-dessus) qui sont en revanche des espèces non apparentées.
En 2021, les travaux d’analyse génétique des chromosomes de Citrullus faites par l’équipe de Renner, Wu, Pérez-Escobar et Chomicki ont clarifié les ancêtres sauvages possibles de la pastèque cultivée. Ils ont découvert qu’une pastèque du Soudan, à pulpe blanchâtre non amère, connue sous le nom de « melon du Kordofan » (C. lanatus subsp. cordophanus), était le plus proche parent des pastèques domestiquées et un ancêtre possible, ce qui concorde avec les peintures funéraires égyptiennes récemment interprétées qui suggèrent que la pastèque douce aurait pu être consommée dans la vallée du Nil comme dessert, il y a 4 360 ans.
Le genre Citrullus qui possédait 4 espèces en contient maintenant 7 (en 2023). Outre C. lanatus, il existe aussi 4 espèces originaires de la région Namib-Kalahari (Citrullus amarus , C. ecirrhosus , C. naudinianus et C. rehmii), une espèce d’Afrique de l’Ouest (C. mucosospermus) et une autrre d’Afrique du Nord jusqu’en Inde (Citrullus colocynthis). Toutes les espèces sauvages ont une pulpe blanche qui ne peut pas être consommée crue en raison de la présence de composés terpéniques amers appelés cucurbitacines. Seuls les fruits de C. mucosospermus n'ont parfois pas un gout amer mais plutôt fade ; les grosses graines molles de cette espèce sont utilisées dans les ragouts « egusi » d'Afrique de l'Ouest.
L’hypothèse principale de Renner et al (2021) est que la pastèque à chair rouge et sucrée aurait été domestiquée au Darfour par les Nubiens ou d’autres ethnies nilo-sahariennes et que sa culture se serait propagée vers le nord, jusqu’en Égypte, il y a 4 360 ans. Une autre hypothèse mais moins probable est que la domestication de la pastèque se soit faite en Afrique de l’Ouest où C. mucosospermus, à graines molles, est endémique.

## Culture
Les pastèques sont des plantes tropicales ou subtropicales et ont besoin de températures supérieures à 25 °C pour prospérer et de 18 °C dans le sol pour germer. À l'échelle du jardin de région tempérée, les graines sont généralement semées en godet au chaud et transplantées dans un sol sableux bien drainé avec un pH compris entre 5,5 et 7 et des niveaux moyens d'azote.
Les principaux ravageurs de la pastèque sont les pucerons, les mouches des fruits et les nématodes à galles. Dans des conditions d'humidité élevée, les plantes sont sujettes à des maladies des plantes telles que l'oïdium et le virus de la mosaïque. Raison pour laquelle, en Afrique, on les sème en fin de saison des pluies (septembre ou octobre).
Certaines variétés souvent cultivées au Japon et dans d'autres parties de l'Extrême-Orient sont sensibles au flétrissement causé par des Fusarium. Le greffage de ces variétés sur des porte-greffes résistants aux maladies offre une protection.

### Variétés sans pépin
Les variétés sans pépins sont devenues très communes dans le commerce. Ce sont des pastèques triploïdes obtenues en pollinisant une fleur de pastèque tétraploïde avec le pollen d'une pastèque diploïde ordinaire (avec 2 copies des chromosomes), la graine résultante donnera une plante triploïde avec 3 copies de chromosomes dans chaque cellule. Mais comme elle ne produit pas de pollen viable, il faut produire de nouvelles graines hybrides chaque année.
Habituellement, les cultivateurs placent un rang de pastèques diploïdes pour environ trois à quatre rangs de pastèques triploïdes, bien que ces ratios puissent varier en fonction des conditions locales et des pratiques agricoles spécifiques. Le département américain de l'Agriculture recommande d'utiliser au moins une ruche par acre (4 000 m2 par ruche) pour la pollinisation des variétés conventionnelles. Les hybrides sans pépin ayant du pollen stérile, il faut les planter avec des rangées de variétés avec du pollen viable. Étant donné que l'approvisionnement en pollen viable est réduit et que la pollinisation est beaucoup plus critique pour produire la variété sans pépins, le nombre recommandé de ruches par acre (densité de pollinisateur) augmente à trois ruches par acre (1 300 m2 par ruche). Les pastèques ont une période de croissance prenant au minimum 85 jours à partir du moment de la transplantation pour que le fruit mûrisse correctement.

### Pastèque cubique

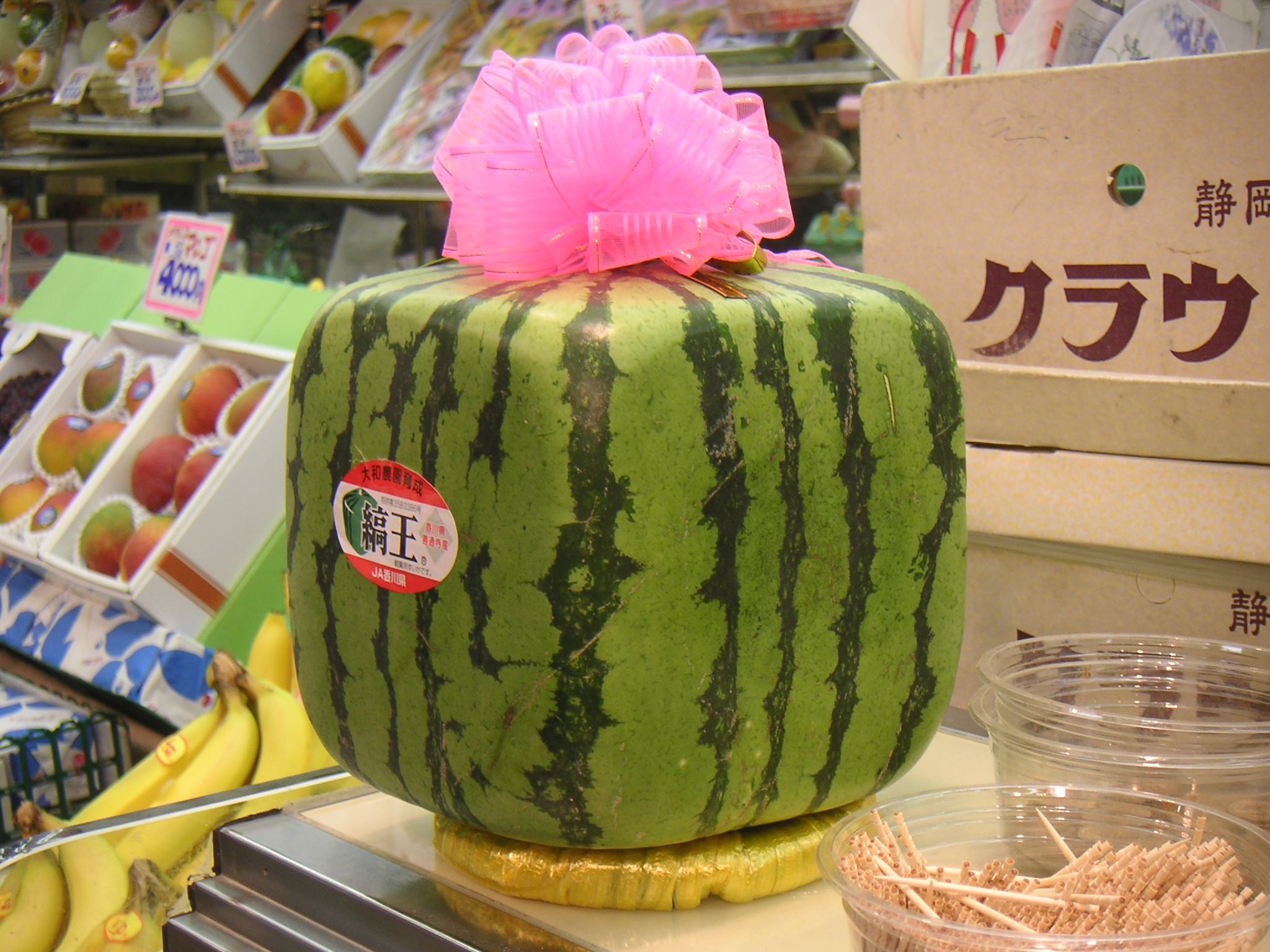
Pastèque cubique au Japon.

Au Japon, des agriculteurs de la ville de Zentsūji dans la préfecture de Kagawa ont trouvé un moyen de produire des pastèques cubiques en faisant pousser les fruits dans des bocaux en verre, la croissance du fruit suivant alors naturellement la forme du récipient. Cette forme rend le fruit plus facile à empiler et à stocker, cependant, la récolte étant effectuée bien avant la maturité, ces fruits ne sont pas comestibles mais sont utilisés comme plantes ornementales, et leur prix est beaucoup plus élevé que celui d'une pastèque normale (10 000 yens l'unité soit un peu plus de 80 euros).
Des pastèques en forme de pyramide ont également été développées et toute forme polyédrique peut potentiellement être utilisée.

### Variétés
Plus de 480 variétés sont inscrites au Catalogue européen des espèces et variétés, 31 variétés sont inscrites au Catalogue officiel français dont quatre sur la liste SVI (anciennes variétés pour amateurs). Parmi celles-ci on trouve :
- À graines rouges à confire à chair verte
- Alana
- Catherine
- Céline
- Crispeed
- Gamus Zeinebis
- Kadija
- Lusia
- Moon and Stars
- Orangeglo
- Paladin
- Sugar Baby

La pastèque Fashion est une variété sans pépins qui est le résultat d'un croisement forcé entre une variété tétraploïde (produite par traitement à la colchicine) et une variété diploïde, ce qui donne une variété triploïde ayant la particularité d'être sans pépins et stérile.
Il existe également des variétés-populations de pastèques à confiture appelées citre ou gigérine, cultivées au Japon et dans le Sud de l'Europe.

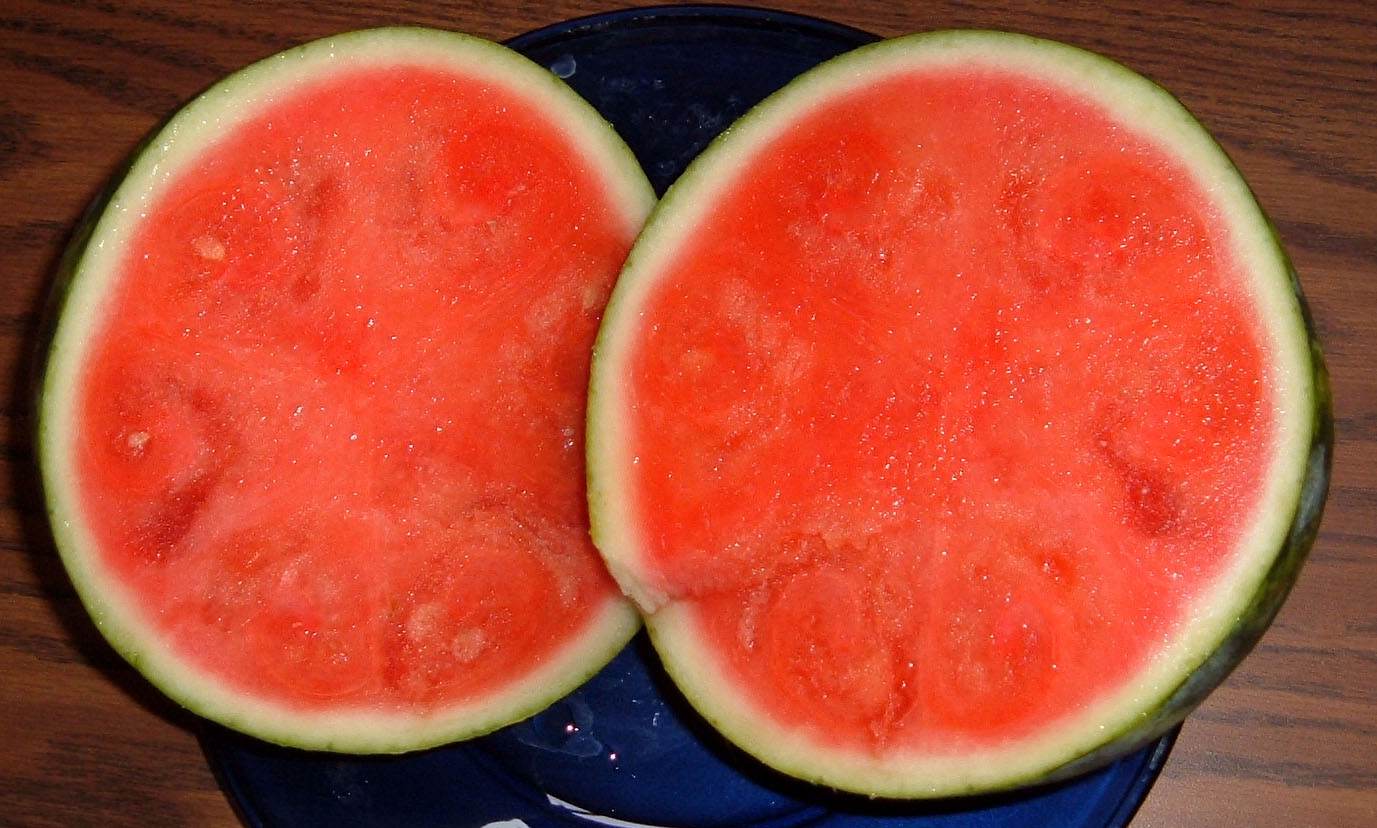
Variété sans pépin
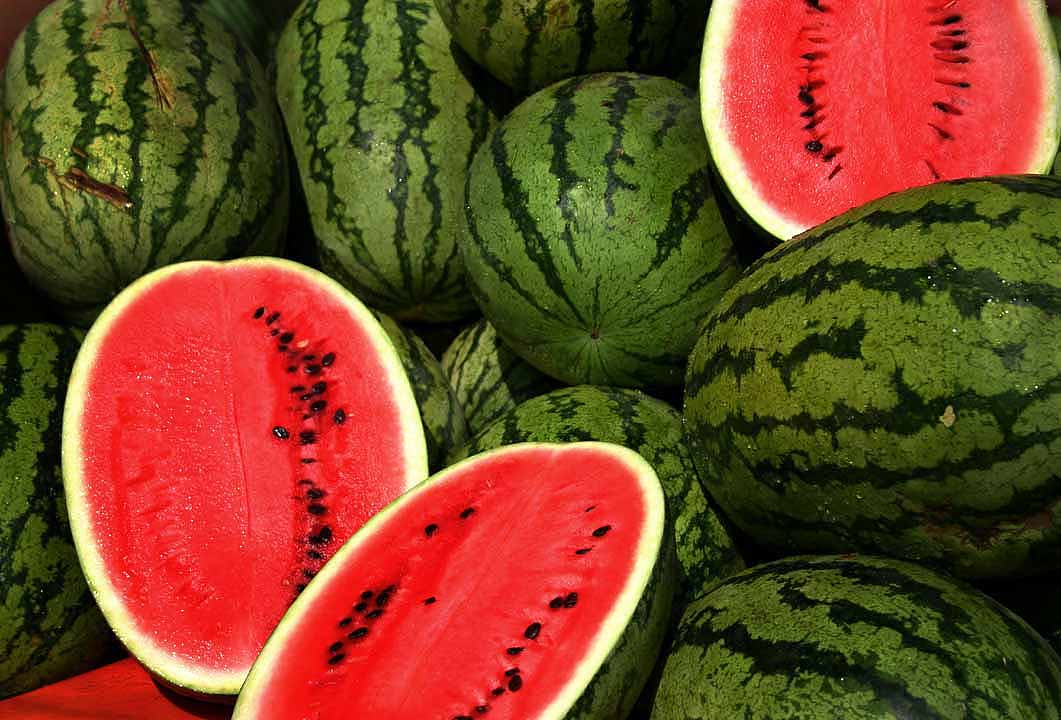
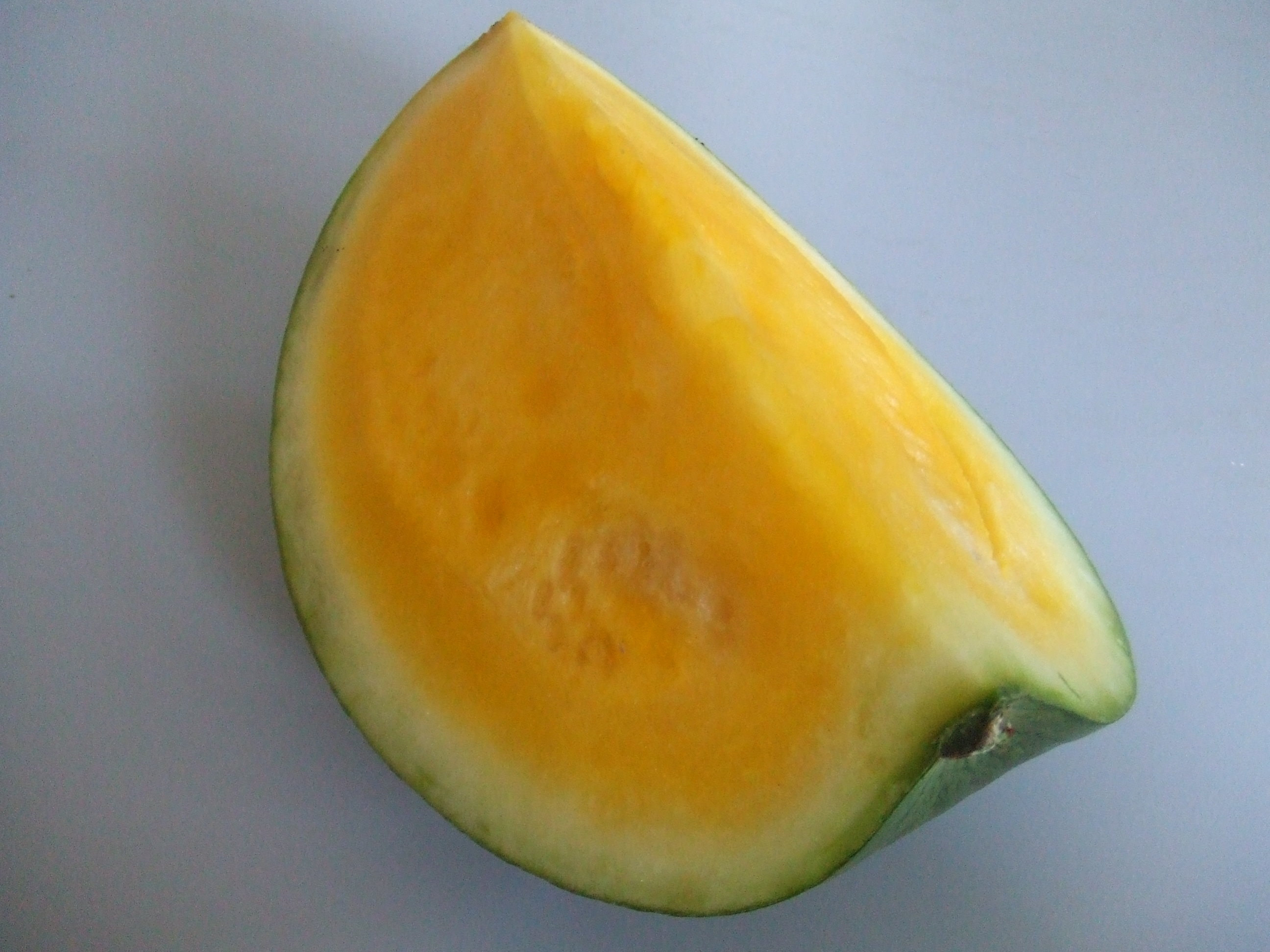
Variété « Orangeglo »

### Culture intensive de la pastèque de plein champ en zone tempérée ou méditerranéenne
Pour obtenir des départs en végétation précoce, la pastèque peut être cultivée de façon similaire au melon sous mini-tunnels plastiques ou sur paillis de plastique noir, et irriguée au goutte-à-goutte (voir Culture intensive du melon de plein champ).

## Nutrition

### Des fruits
Composée à 91 % d'eau en moyenne, avec des propriétés hydratantes, la pastèque est faible en matières grasses et ne contient pas de cholestérol. Bien que composée principalement d’eau, la pastèque contient également d'importants composés nutritionnels, notamment des sucres, du lycopène et des acides aminés favorisant la santé cardiovasculaire, tels que la citrulline, l'arginine et le glutathion (Guo et al).
La citrulline sert à synthétiser un autre acide aminé capital dans l'organisme, l'arginine, qui joue un rôle clé dans la division cellulaire, la cicatrisation et l'élimination de l'ammoniaque.
La pastèque est surtout réputée pour être riche en antioxydants. Elle contient également quelques vitamines (vitamine C, vitamine B1, vitamine B6 et vitamine A).
Une étude de Burton‑Freeman et al. 2021, a passé en revue les données cliniques publiées entre 2000 et 2020, pour évaluer les effets de la consommation de pastèque sur la santé cardiovasculaire. Sur treize études portant sur les bénéfices cardiovasculaires de la pastèque, huit ont porté sur la pression artérielle et sept d'entre ont fait état de réductions de la pression artérielle systolique tandis que quatre ont fait état d'une réduction de la pression artérielle diastolique. Sept autres études portant sur le statut lipidique ont fait état d'une réduction du cholestérol total et toutes ces études, à l'exception d'une seule, font également état d'une réduction du cholestérol LDL (le mauvais cholestérol).
- Usages

La pastèque est un fruit rafraichissant appréciée lors des grandes chaleurs. Dans les régions tropicales et méditerranéennes, elle est considérée comme une boisson non polluée car protégée par son écorce.
Au Moyen-Orient, on fait avec la pulpe un « miel » appelé nardek.
En Russie, il s’agit d’une réduction de la pulpe de pastèque sans ajout de sucre, jusqu’à ce que le jus ait la consistance du miel. La production de nardek a été adoptée comme un moyen de préserver la récolte de pastèques jusqu’à l’arrivée de la nouvelle saison.
Dans certaines régions d’Iran, d’Asie centrale et du Caucase, la pulpe de la pastèque est généralement cuite avec du sucre et peut inclure d'autres ingrédients comme des noix ou des épices pour ajouter de la saveur. Le produit final est une confiture épaisse qui peut être consommée seule ou utilisée comme garniture pour le pain, les desserts, etc.
Le nardek est souvent consommé pendant la période du Nouvel An persan, Nowruz, mais il peut également être trouvé à d'autres moments de l'année. Il est considéré comme une friandise spéciale et est souvent offert en cadeau.

### Composition des graines de pastèques
USDA FoodData Central donne la table d’analyse nutritionnelle ci-contre des graines de pastèques sèches, décortiquées.
Les graines de pastèque ont de nombreux atouts nutritionnels puisqu’elles sont riches en minéraux essentiels, en fibres alimentaires, en antioxydants naturels, en vitamines, en protéines, en acides aminés et en acides gras essentiels.

#### Les acides gras
L’acide oléique et l’acide linoléique sont des acides gras présents dans la graine de pastèque.

#### Les minéraux
Les minéraux essentiels que l’on retrouve dans la graine de pastèque sont le fer, le manganèse, le zinc, le magnésium, le phosphore et le potassium.

#### Les vitamines
La graine de pastèques est riches en thiamine c'est-à-dire la vitamine B1, riboflavine qui est la vitamine B2 et en niacine la vitamine B3.

#### Les acides aminés et les protéines
Dans les graines de pastèque, nous retrouvons 28 acides aminés dont huit acides aminés sont non protéiques. Les acides aminés protéiques majoritaires dans la graine de pastèque sont l’arginine, l’acide glutamique, l’acide aspartique et l’alanine qui représentent plus de la moitié des acides aminés présent dans la graine.

## Maturité
Le poids est un indice de maturité, elle doit donc être lourde. Elle doit sonner creux quand on la frappe légèrement. Sur la plante, elle doit être cueillie dès que la vrille opposée à son pédoncule est complètement sèche : c'est le signe de sa maturité.

## Production
La pastèque est, en poids, le deuxième légume cultivé au monde derrière la tomate
| Production en tonnes. Chiffres 2018-2019. Données de FAOSTAT (FAO). Base de données de la FAO, accès du 21 février 2021. | Production en tonnes. Chiffres 2018-2019. Données de FAOSTAT (FAO). Base de données de la FAO, accès du 21 février 2021. | Production en tonnes. Chiffres 2018-2019. Données de FAOSTAT (FAO). Base de données de la FAO, accès du 21 février 2021. | Production en tonnes. Chiffres 2018-2019. Données de FAOSTAT (FAO). Base de données de la FAO, accès du 21 février 2021. | Production en tonnes. Chiffres 2018-2019. Données de FAOSTAT (FAO). Base de données de la FAO, accès du 21 février 2021. | Production en tonnes. Chiffres 2018-2019. Données de FAOSTAT (FAO). Base de données de la FAO, accès du 21 février 2021. |
| --- | --- | --- | --- | --- | --- |
| Chine | 61 755 746 | 61 % | 60 861 241 | 60 % | |
| Turquie | 4 031 174 | 4 % | 3 870 515 | 4 % | |
| Inde | 2 520 000 | 2 % | 2 495 000 | 2 % | |
| Brésil | 2 244 001 | 2 % | 2 278 186 | 2 % | |
| Algérie | 2 095 757 | 2 % | 2 206 866 | 2 % | |
| Iran | 1 459 698 | 2 % | 1 930 692 | 2 % | |
| Russie | 1 969 954 | 2 % | 1 785 277 | 2 % | |
| États-Unis | 1 771 051 | 1 % | 1 680 514 | 1 % | |
| Égypte | 1 431 919 | 1 % | 1 583 918 | 1 % | |
| Mexique | 1 472 459 | 1 % | 1 345 705 | 1 % | |
| Kazakhstan | 1 248 613 | 1 % | 1 340 993 | 1 % | |
| Ouzbékistan | 1 836 959 | 1 % | 1 232 460 | 1 % | |
| Vietnam | 1 200 104 | 1 % | 1 227 846 | 1 % | |
| Espagne | 1 092 400 | 1 % | 1 200 090 | 1 % | |
| Sénégal | 1 172 772 | 1 % | 1 190 481 | 1 % | |
| Autres pays | 9 635 433 | 7 % | 9 577 651 | 9 % | |
| Total | 100 458 926 | 100 % | 100 414 933 | 100 % | |

## Dans la culture

### Usage symbolique

#### États-Unis

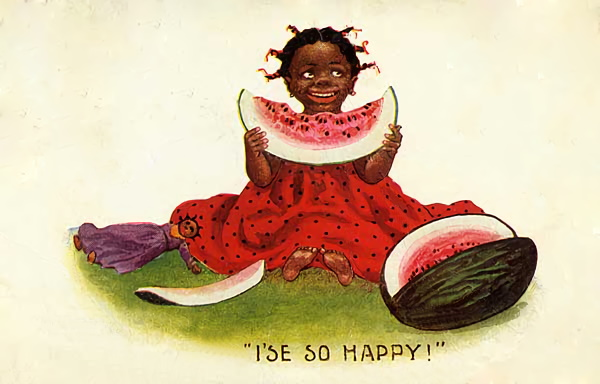
Carte postale raciste datée de 1909

Aux États-Unis, la pastèque est associée au racisme envers les Afro-Américains.
Après la guerre de Sécession, des cartes postales montrant des Noirs américains se gorgeant de pastèques sont devenues extrêmement populaires. Une fois qu'ils sont devenus libres, de nombreux Noirs ont en effet gagné leur vie en cultivant et en vendant des pastèques. Le fruit était donc un symbole de liberté.
« Comme les blancs du sud se sont sentis menacés par la libération des noirs, ils ont répondu en faisant de ce fruit un symbole de leurs stéréotypes sur la saleté, la paresse et la puérilité des noirs », explique William Black, doctorant en histoire à Rice University.
Le sénat de l’Oklahoma a voté une loi le 17 avril 2007 déclarant la pastèque comme son légume officiel, parce que l’un de ses villages (Rush Springs) organise un festival de la pastèque chaque année. Bien que des sénateurs aient objecté que la pastèque est définie par les dictionnaires comme étant un fruit, la loi est adoptée, d’autres sénateurs expliquant que la courge et le concombre, membres de la même famille de végétaux, sont cuisinés comme des légumes : la définition des fruits et des légumes n'était ici, selon eux, qu'élargie.

#### Solidarité avec les Palestiniens

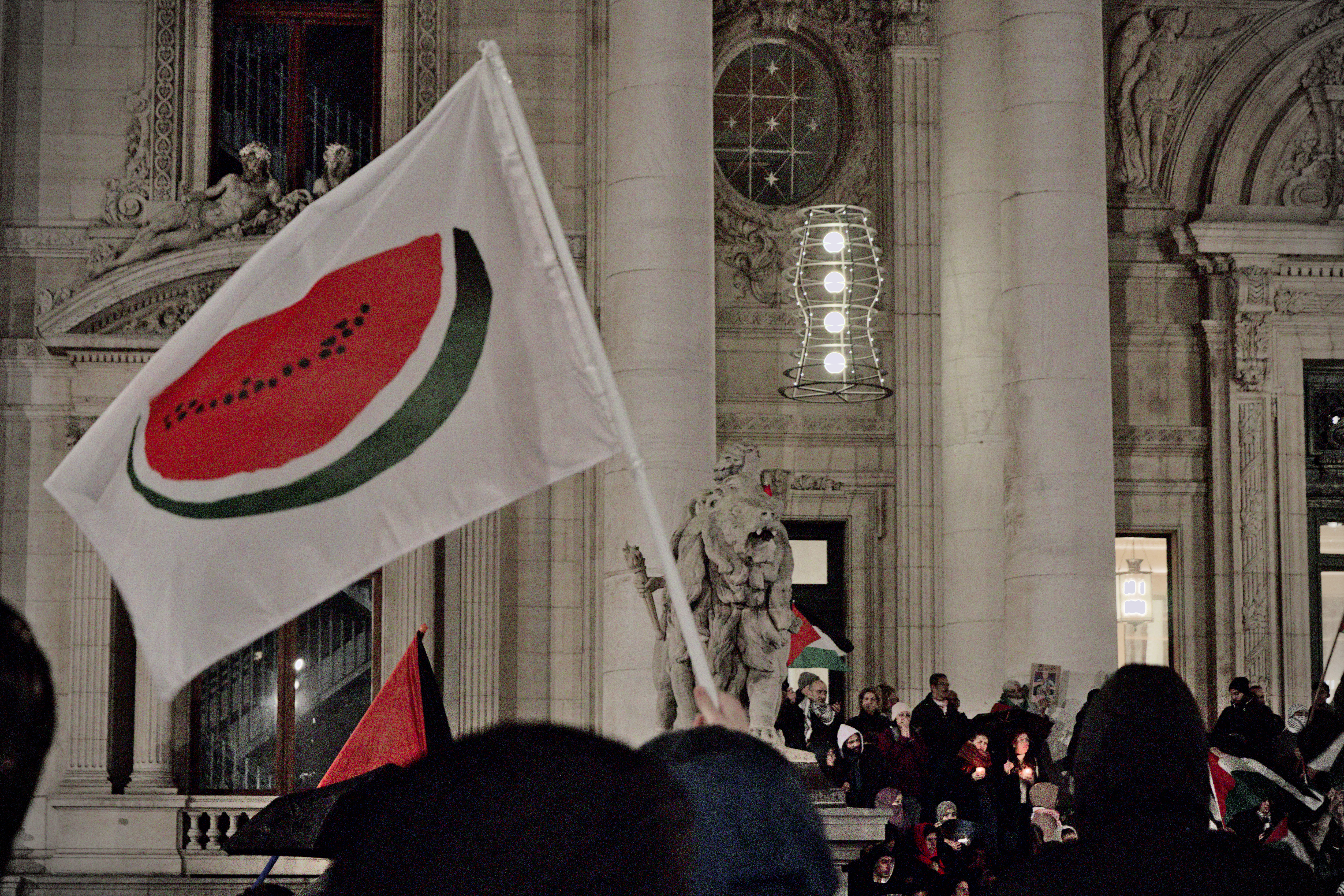
Manifestation à Bruxelles en 2023.

La pastèque devient un symbole de l’identité palestinienne à partir de 1980, Israël ayant interdit d'afficher les quatre couleurs du drapeau palestinien (vert, rouge, noir et blanc) en 1967. Depuis la pastèque est devenue un moyen d'afficher un soutien à la cause palestinienne. L’émoji de la pastèque, créée en 2015 pour les smartphones, permet aux internautes de contourner les algorithmes qui censurent le soutien aux Palestiniens sur les réseaux sociaux.

#### Divers
La pastèque (melancia en portugais) est aussi le sobriquet donné au groupe politique portugais Coalition démocratique unitaire, qui réunit les communistes et les écologistes (vert dehors, rouge dedans).
Elle est aussi au cœur du film La Saveur de la pastèque de Tsai Ming-liang, sorti en 2005.

### Utilisations récréatives
Le ski en pastèques est une activité récréative proposée en Australie lors du Chinchilla Melon Festival,.

### Autres
- La pastèque voit son nom attribué au 11e jour du mois de fructidor du calendrier républicain ou révolutionnaire français[39], généralement chaque 28 aout du calendrier grégorien.
- L'émeute de la pastèque (ou guerre de la pastèque) est un épisode survenu à Panama en avril 1856.
- En 1954, le dernier tableau de Frida Kahlo est Viva la Vida, une nature morte représentant des pastèques.